# Wadim Nikolajewitsch Delone
Wadim Nikolajewitsch Delone (russisch Вадим Николаевич Делоне, französisch Vadim Delaunay; * 22. Dezember 1947 in Moskau; † 13. Juni 1983 in Paris) war ein sowjetisch-französischer Dichter und Dissident.

## Leben
Delone gehörte zu einer großen Wissenschaftler-Familie, die aus der französischen Adelsfamilie Delaunay stammte. Einer der Vorfahren war der letzte Kommandant der Bastille Bernard-René Jordan de Launay. Delones Vater war der Physiker Nikolai Borissowitsch Delone. Der Großvater Boris Nikolajewitsch Delone war Mathematiker. Der Urgroßvater war der Physiker und Mathematiker Nikolai Borissowitsch Delone. Der Restaurator und Bürgerrechtler Sergei Alexandrowitsch Scharow-Delone war ein Vetter Delones.
Delone besuchte die Moskauer Mittelschule Nr. 586, dann die Mathematik-Spezialschule Nr. 2 (seit 1992 Moskauer Lyzeum Wtoraja Schkola (2. Schule, L2Sch)) und machte als Externer den Abschluss an einer Abendschule. Gedichte begann er als Dreizehnjähriger zu schreiben. Er begann das Studium am Lenin-Pädagogik-Institut in der Philologischen Fakultät. Er arbeitete als außerplanmäßiger Korrespondent der Literaturnaja gaseta. Nach dem Brief an die Ideologie-Kommission des Zentralkomitees der KPdSU mit der Forderung nach Legalisierung der Dichter-Vereinigung SMOG, die 1965 von Wladinmir Dmitrijewitsch Aleinikow und Leonid Georgijewitsch Gubanow gegründet worden war, wurde Delone als Mitglied der SMOG 1966 aus dem Pädagogik-Institut und dem Komsomol ausgeschlossen.
Delones Gedichte erschienen im Samisdat. Die erste Veröffentlichung im Ausland gab es 1967 in der exil-russischen Literaturzeitschrift Grani Nr. 66, die in Frankfurt am Main erschien.
Nach der Teilnahme an der Demonstration am 22. Januar 1967 auf dem Moskauer Puschkin-Platz  zur Verteidigung Juri Timofejewitsch Galanskows, Alexei Alexandrowitsch Dobrowolskis und Wera Iossifowna Laschkowas wurde Delone verhaftet und zusammen mit Wladimir Konstantinowitsch Bukowski und Kuschewy am 1. September 1967 zu einem Jahr Haft auf Bewährung verurteilt. Nach der Freilassung ging Delone in das Nowosibirsker Akademgorodok und lebte bei dem Unterstützer Alexander Danilowitsch Alexandrow. Delone studierte an der Universität Nowosibirsk. Anfang 1968 schickte Delone einen Offenen Brief an die Literaturnaja gaseta, die Komsomolskaja Prawda und eine russische Zeitschrift in New York mit den Gründen für die Demonstration auf dem Puschkin-Platz. Im Juni 1968 erschien in der Zeitung Wetscherny Nowosibirsk ein Angriff auf die die sowjetische Wirklichkeit verzerrende Dichtung Delones. Noch im Juni 1968 kehrte Delone nach Moskau zurück.
Nach der Teilnahme an der Demonstration am 25. August 1968 gegen den Einmarsch der sowjetischen Truppen in die Tschechoslowakei wurde Delone am 1. Oktober 1968 nach Artikeln 190-1 und 190-3 des Strafgesetzbuches der RSFSR unter Anrechnung seiner bisherigen nicht verbüßten Strafe zu 2 Jahren und 10 Monaten Lagerhaft verurteilt. Verteidigt wurde er von Sofja Wassiljewna Kallistratowa. Delone kam in ein Straflager in der Oblast Tjumen. Im Juni 1971 wurde er freigelassen.
Am 3. Januar 1973 wurde in Moskau Delones Frau Irina Michailowna Belogorodskaja wegen Beteiligung an der Samisdat-Zeitschrift Chronik der laufenden Ereignisse verhaftet, worauf sie vor dem Prozess amnestiert wurde.
Im November 1975 emigrierte Delone mit seiner Frau aus der UdSSR und lebte seitdem in Paris.
Der Literaturkritiker Kornei Iwanowitsch Tschukowski würdigte Delones Lyrik in einem Brief an Delones Großvater Boris Nikolajewitsch Delone. 1979 veröffentlichte die Pariser Zeitschrift Echo einen Auszug aus Delones Erzählung über das Lager.
Delone starb an Herzinsuffizienz und wurde auf dem Friedhof in Fontenay-sous-Bois begraben.
Nach Delones Tod erschienen ein Gedichtband und Erzählungen, und der Dal-Literaturpreis der russischen Emigration wurde ihm verliehen. Ab 1989 wurden Delones Gedichte in der UdSSR gedruckt. 1993 erschien in Omsk eine Neuausgabe seiner Erzählung Portrety w koljutschei rame (Porträts in stachligem Rahmen).